# Vlag van Horn

Vlag van de gemeente Horn
(1963-1991)

De vlag van Horn is op 3 mei 1963 bij raadsbesluit vastgesteld als de gemeentelijke vlag van de voormalige gemeente Horn in de Nederlandse provincie Limburg. Het ontwerp was van de Hoge Raad van Adel. De vlag kan als volgt worden beschreven:
Geel met drie jachthoorns van rood, beslagen, geopend en gemond van wit, geplaatst 2 en 1.
De vlag toont hetzelfde beeld het gemeentewapen. Sinds 1 januari 1991 is de vlag niet langer als gemeentevlag in gebruik omdat de gemeente Horn toen opging in de gemeente Haelen. Haelen maakt sinds 1 januari 2007 deel uit van de gemeente Leudal.

## Verwante afbeeldingen

Wapen van Horn
Wapen van Graafschap Horn
Vlag van Haelen
Vlag van Heel
Vlag van Heythuysen
Vlag van Hunsel
Vlag van Kinrooi
Vlag van Leudal
Vlag van Luik (provincie)
Vlag van Perwijs
Vlag van Roggel en Neer
Vlag van Weert

Ambt Montfort 
· Amby 
· Arcen en Velden 
· Baexem 
· Beegden 
· Belfeld 
· Bemelen 
· Berg en Terblijt 
· Bocholtz 
· Born 
· Broekhuizen 
· Cadier en Keer 
· Echt 
· Eijsden 
· Elsloo 
· Eygelshoven 
· Geleen 
· Grathem 
· Grubbenvorst 
· Haelen 
· Heel 
· Heel en Panheel 
· Heer 
· Helden 
· Herten
· Heythuysen 
· Hoensbroek 
· Horn 
· Horst 
· Hulsberg 
· Hunsel 
· Kessel 
· Klimmen 
· Limbricht 
· Linne 
· Maasbracht 
· Maasbree 
· Margraten 
· Meerlo-Wanssum 
· Meijel 
· Melick en Herkenbosch 
· Montfort 
· Munstergeleen 
· Neer 
· Nieuwenhagen 
· Nieuwstadt 
· Nuth 
· Ohé en Laak 
· Onderbanken 
· Ottersum 
· Posterholt 
· Roggel 
· Roggel en Neer 
· Schaesberg 
· Schinnen 
· Sevenum 
· Sint Odiliënberg 
· Sittard 
· Stevensweert 
· Stramproy 
· Susteren 
· Swalmen 
· Tegelen 
· Thorn 
· Ubach over Worms 
· Ulestraten 
· Urmond 
· Valkenburg-Houthem 
· Vlodrop 
· Wessem 
· Wittem